# Sidi Youssef Ben Ali (saint)
Youssef Ben Ali dit Sidi Youssef Ben Ali (en arabe : سيدي يوسف بن علي), né et décédé à Marrakech, est un saint musulman soufi faisant partie des sept saints de Marrakech. Il est surnommé l' « Homme des grottes ».

## Biographie
Sidi Youssef Ben Ali est né à Marrakech d'une famille originaire d'Himyar du Yemen et y a vécu toute sa vie. Il fut le disciple de Cheikh Abou Azza et Cheikh Abou Ousfour qui lui enseignèrent  les sciences religieuses
Dès son plus jeune âge, il fut atteint par la lèpre, maladie connue de l'époque.  Sa famille finit par l'expulser. Rejeté de tous, il alla se réfugier dans une grotte située dans le quartier extra-muros réservé aux malades à l'extérieur de Bab Aghmat à l'Est de la Médina. Au vu de son état physique, Il était attendu qu'il décède rapidement mais Sidi Youssef Ben Ali survivra longtemps en vivant seul dans cette grotte, ce qui lui valut le surnom de « Homme de la grotte » (en arabe : مول الغار).  
La rumeur se répandit concernant ses capacités de résistance à la faim et aux maladies, témoignant une foi inébranlable dans la miséricorde d'Allah. Il fut comparé au prophète Ayoub de par sa résilience et sa patience face aux souffrances physiques et morales, ce qui lui valut une réputation dépassant les murs de la ville : Des locaux, des hommes d'influence et parfois même des savants du reste du Maroc et d'Andalousie lui rendaient visite dans sa grotte pour lui demander conseils sur des affaires personnelles et publiques.  

## Postérité
Sidi Youssef Ben Ali est mort en 1196. Sa sépulture se trouve à Bab Aghmat, près de la grotte où il vécut. 
Au fil des années, sa réputation ne cessa d'accroitre jusqu'à devenir un des plus grands awliya (saints) de la ville. Au XVIe siècle, le Sultan Saadien Moulay Abdallah al-Ghalib fit construire un mausolée et une Zaouïa au dessus de la grotte dans laquelle il fut enterré.
A la fin du XVIIe siècle et au début du XVIIIe, le sultan Alaouite Moulay Ismail instaura le pèlerinage annuel (en arabe : Ziyara) des sept saints de Marrakech et fit du mausolée de Sidi Youssef Ben Ali sa première étape.
À partir des années 1920, un quartier se forme au sud de Bab Aghmat et prend son nom.